# Agésinates
Les Agésinates, ou Cambolectri Agésinates, sont un peuple gaulois de la Gaule aquitaine (au sens de la province romaine), cité par Pline l'Ancien dans son Histoire naturelle. Pline étant le seul à citer ce peuple, une ambiguïté dans la lecture de son texte a amené différentes interprétations concernant la localisation des Agésinates. On a longtemps cru qu'ils étaient le peuple associé à la ville d'Angoulême (Charente). On a aussi proposé qu'ils pouvaient être en Vendée et qu'Aizenay avait été leur capitale. On pense plutôt aujourd'hui qu'ils devaient être situés plus au sud, dans la moyenne vallée de la Garonne, du côté d'Agen, à proximité de la limite entre la Gaule aquitaine et la Gaule narbonnaise.

## Le texte de Pline
Voici la citation complète de Pline l'Ancien, extrait de l'Histoire naturelle dans l'édition originale en latin de Teubner publiée en 1898 et mise en ligne par Bill Thayer.
Il s'agit d'un passage du livre IV, XIX, dans lequel Pline décrit la Gaule aquitaine :
« (108)
Aquitanicæ sunt Ambilatri, Anagnutes, Pictones, Santoni liberi, Bituriges liberi cognomine Vivisci, Aquitani, unde nomen provinciæ, Sediboviates. mox in oppidum contributi Convenæ, Begerri, Tarbelli Quattuorsignani, Cocosates Sexsignani, Venami, Onobrisates, Belendi, saltus Pyrenæus infraque Monesi, Oscidates Montani, Sybillates, Camponi, Bercorcates, Pinpedunni, Lassunni, Vellates, Toruates, Consoranni, Ausci, Elusates, Sottiates, Oscidates Campestres, Succasses, Latusates, Basaboiates, Vassei, Sennates, Cambolectri Agessinates.
(109)
Pictonibus iuncti autem Bituriges liberi qui Cubi appellantur, dein Lemovices, Arverni liberi, Vellavi liberi, Gabales. rursus Narbonensi provinciæ contermini Ruteni, Cadurci, Nitiobroges Tarneque amne discreti a Tolosanis Petrocori. »
On voit que dans cette édition, le nom des Cambolectri Agessinates apparaît à la fin d'une liste de peuples aquitains localisés dans la vallée de la Garonne ou au sud. Suit une autre phrase listant des peuples localisés dans le Massif central et commençant ainsi : « Par ailleurs, à côté des Pictons, les Bituriges (…) Cubes, etc. », ce qui correspond effectivement à la situation bien connue des Pictons et des Bituriges Cubes.
Des éditions antérieures coupaient la phrase autrement : « Cambolectri Agessinates Pictonibus iuncti. » et plaçaient ainsi les Agésinates à côté des Pictons. Ceci a entraîné les interprétations citées en introduction, associant les Agésinates soit à Angoulême, soit les plaçant en Vendée.
Il est utile de signaler qu'une autre section des Cambolectri, les Cambolectri Atlantici, est citée par Pline dans le livre III de l'Histoire naturelle, dans la description de la Gaule narbonnaise. Les Cambolectri Atlantici sont donc localisés en Narbonnaise, vraisemblablement à la frontière avec l'Aquitaine, vu le qualificatif atlantici qui les distingue : on l'associe généralement à la ville de Cambon à côté d'Albi.

## Interprétation et critique
L'édition de Teubner, qui sépare les Agésinates des Pictons, fait aujourd'hui consensus chez les spécialistes. L'interprétation qui en découle, éloignant les Agésinates des Pictons, est partagée, entre autres, par Paul-Marie Duval, Louis Maurin dans son ouvrage Saintes antique, Jean Hiernard, J.-F. Buisson et J. Gomez de Soto.
Plusieurs arguments sont en effet en faveur de cette lecture du texte de Pline :
1. Elle est plus cohérente géographiquement, rapprochant les Pictons des Bituriges Cubes et des Lemovices qui suivent, et les séparant des peuples du Sud de la Garonne ;
2. Elle correspond aussi à une meilleure construction du texte latin ;
3. Les Agésinates se retrouvent associés à une liste de peuples de l'Aquitaine protohistorique de César (sud de la Garonne), région dans laquelle l'utilisation du suffixe locatif -ate est fréquente (Elusates, Sotiates, Oscidates Campestres, Latusates, Basaboiates, Sennates) ;
4. Les Cambolectri Agésinates d'Aquitaine seraient alors rapprochés des Cambolectri Atlantici de Narbonnaise.
Ces derniers étant localisés dans la région d'Albi, les Cambolectri Agésinates pourraient être dans la région d'Aginnum (Agen), comme proposé par Lemoine.

## Interprétations anciennes
Louis Desbrandes (ancien maire d'Angoulême) contredit l'analogie qui est faite entre le nom des Agésinates et celui d'Aizenay. Selon lui, la désignation d'Aizenay en tant que capitale des Agésinates est issue d'une interprétation du géographe Jean-Baptiste Bourguignon d'Anville qui évoque une bulle du pape Jean XXII (1317) créant le diocèse de Luçon à la suite notamment de l'ajout du doyenné d'Asianesis (Aizenay), alors ôté au siège épiscopal de Poitiers. À cette interprétation étymologique, Louis Desbrandes oppose une argumentation fondée sur les travaux de Pline l'Ancien qui place les Agésinates parmi les peuples de l'Aquitaine. En outre, ce rapprochement ne se base que sur une vague ressemblance entre les mots Agésinates et Aizenay, contredites par les formes anciennes du nom, car Aizenay est un ancien Asiniacum, dénomination d'origine latine qui a donné par évolution phonétique régulière Aizenay. Néanmoins, cette interprétation aujourd'hui réfutée est à l'origine de la dénomination des habitants d'Aizenay par Agésinates.
L'abbé Lacurie, archéologue de Saintes, en 1844, qui reprend la phrase de Pline dans la version « Cambolectri Agesinates Pictonibus juncti », tout comme Littré et Castaigne, en déduit que les Agésinates étaient voisins des Pictons. Nombreux sont ceux à avoir interprété cette phrase ainsi, en particulier au XIXe siècle, en rapprochant le nom des Agésinates de la ville d'Angoulême. Mais là encore, les formes anciennes font problème, le plus ancien nom connu d'Angoulême étant Iculisma au IVe siècle qui peut difficilement descendre d'un *Agesinum, qui serait nécessaire pour conduire à Agésinates.
Quant au pagus Ecolismensium (Angoumois), il ne fut élevé à l'état de civitas indépendante, probablement (mais pas nécessairement) par détachement de la cité des Santons, qu'assez tardivement, au IVe siècle, parce qu'il constituait un ensemble géographique et humain dépendant d'un des peuples environnants, mais néanmoins bien individualisé, et sans doute depuis l'époque de la Gaule indépendante. Mais de par la carence de sources antiques et l'avancement insuffisant des recherches modernes, on n'a aucune certitude quant à l'identification de cet ensemble et le peuple associé reste à ce jour anonyme, sauf à l'appeler comme certains Écolismien.